# かけがえのないもの (MONO NO AWAREのアルバム)
『かけがえのないもの』は、MONO NO AWAREの3rdオリジナル・アルバム。2019年10月16日に発売された。

## 解説
- 前作から1年2か月ぶりのアルバム。

## 収録曲
1. 新人類
2. えんぴつ
3. かむかもしかもにどもかも!
4. 時間泥棒がやってくる
5. ゴミ
6. 普通のひと
7. テレビスターの悲劇
8. ヒトノキモチニナ〜ル
9. ゲームは1日30分
10. 女子高生
11. 言葉がなかったら
12. LAST
13. A・I・A・O・U